# Milan Šipka
Milan Šipka (cyr. Милан Шипка; ur. 7 października 1931 w miejscowości Dragelji, zm. 8 lipca 2011 w Sarajewie) – serbski językoznawca. Zajmował się serbską kulturą języka.
Studiował na Wydziale Filozoficznym Uniwersytetu Zagrzebskiego. Na tej samej uczelni uzyskał doktorat (Jezik Petra Kočića).
Jego dorobek obejmuje ponad 600 prac naukowych i popularnonaukowych, w tym ponad 20 książek (monografii, poradników językowych, podręczników, tekstów popularyzatorskich).

## Wybrana twórczość
- Šipka, Milan N. (2010). Pravopisni rečnik srpskog jezika sa pravopisno-gramatičkim savetnikom (wyd. 1.). Nowy Sad: Prometej.
- Šipka, Milan N. (2012) [2010]. Pravopisni rečnik srpskog jezika sa pravopisno-gramatičkim savetnikom (wyd. 2.). Nowy Sad: Prometej.
- Šipka, Milan N. (2012). O pejorativnoj upotrebi etnika i etnonima u srpskom jeziku. Nauka i identitet: Filološke nauke. Pale: Filozofski fakultet. str. 127–135.